# Круно Радилєвич
Круно Радилєвич (босн. Kruno Radiljević, 16 листопада 1931, Мостар — 1990) — югославський футболіст, що грав на позиції півзахисника. Окрім гри у футбол, він працював у шахті.

## Біографія
У дорослому футболі дебютував 1950 року виступами за команду «Вележ», кольори якої і захищав протягом усієї своєї кар'єри гравця, що тривала цілих шістнадцять років. 
1956 року захищав кольори Югославії на Олімпійських іграх у Мельбурні 1956 року, ставши срібним призером, але на поле не виходив. Натомість він 11 разів виступав за другу збірну Югославії.
Помер 1990 року.